# Campus Burghausen

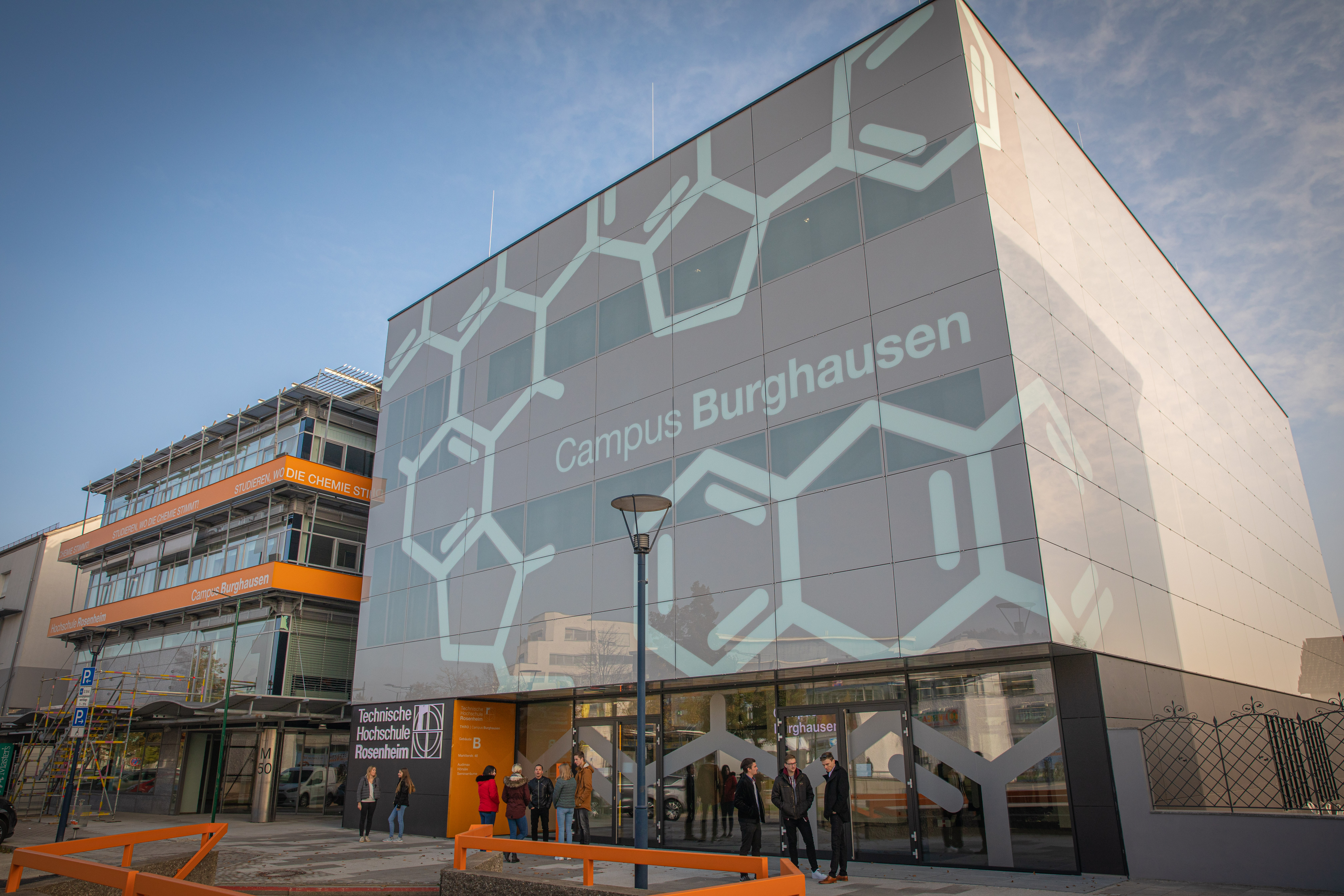
Campus Burghausen, 2019

Der Campus Burghausen ist ein regionaler Standort der Technischen Hochschule Rosenheim im Bayerischen Chemiedreieck und wurde 2016 eröffnet. Leiter des Standorts und der Fakultät für Chemische Technologie und Wirtschaft ist seit 2022 Dominik Pentlehner.

## Geschichte
Der Campus Burghausen wurde zum Wintersemester 2016/17 mit einem Angebot von drei Studiengängen eröffnet. 2020 eröffnete der bayerische Wissenschaftsminister Bernd Sibler das neue B-Gebäude mit einem Audimax. Zum Wintersemester 2020/21 wurde das Angebot um den Studiengang Umwelttechnologie erweitert.

## Fakultäten und Studiengänge
Die Studiengänge am Campus Burghausen werden von der regionalen chemischen Industrie unterstützt. Der Hochschulstandort zeichnet sich durch eine  Verzahnung von wissenschaftlicher Theorie mit industrieller Praxis aus. Ein duales Studium ist bei allen angebotenen Studiengängen möglich. Durch die Partnerhochschulen der Technischen Hochschule Rosenheim ist ein Auslandssemester oder Praxissemester im Ausland möglich. Alle Studiengänge sind interdisziplinär angelegt und nach Anforderungen der Industrie und der Digitalisierung ausgestaltet.
- Betriebswirtschaft
  - Bachelorstudiengang Betriebswirtschaft (B.A.)
  - Betriebswirtschaft Dual | Standort Burghausen
- Chemieingenieurwesen
  - Bachelorstudiengang Chemieingenieurwesen (B.Eng.)
- Prozessautomatisierungstechnik
  - Bachelorstudiengang Chemtronik (B.Eng.)
- Umwelttechnologie
  - Bachelorstudiengang Umwelttechnologie (B.Eng.)
- Circular Economy
  - Masterstudiengang berufsbegleitend (M.Sc.)

## Größe
Derzeit sind am Campus Burghausen über 400 Studierende eingeschrieben. Es unterrichten acht Professoren, die von Lehrbeauftragten aus der Praxis unterstützt werden.

## Campus und Studierendenleben
Zum Hauptgebäude des Campus gehören zwei weitere Bauten, in denen Labore, Kompaktanlagen, das Technikum und das Audimax angesiedelt sind.
Die Bibliothek steht in Kooperation mit der Burghauser Stadtbibliothek, der Wacker Fachbibliothek sowie der Technischen Hochschule Rosenheim den Studierenden zur Verfügung. Die Kinderuniversität der Volkshochschule Burghausen-Burgkirchen findet seit 2020 im Audimax des Campus Burghausen statt.
Ende 2023 soll mit dem Bau eines Technikums am Campus Burghausen begonnen werden. Das Gebäude soll unter anderem 2.500 m² Laborfläche zur Verfügung stellen. 2023 setzte Bayerns Ministerpräsident Markus Söder den Spatenstich für das Gebäude im Zentrum Burghausens und betonte die Bedeutung des Technikums für die bayerische Wasserstoffstrategie.